# اولریش شیلینگر
اولریش شیلینگر (انگلیسی: Ulrich Schillinger؛ زادهٔ ۱۶ فوریهٔ ۱۹۴۵) دوچرخه‌سوار اهل آلمان است. وی در بازی‌های المپیک تابستانی ۱۹۶۴ شرکت کرده است.